# Lucjan Karasiewicz
Lucjan Dominik Karasiewicz (Tarnowskie Góry; 10 de Julho de 1979 — ) é um político da Polónia. Ele foi eleito para a Sejm em 25 de Setembro de 2005 com 6844 votos em 28 no distrito de Częstochowa, candidato pelas listas do partido Prawo i Sprawiedliwość.